# Tanzen vol.1
A Tanzen Gigi D'Agostino 1999-es középlemeze. A számok többsége megtalálható a L'Amour Toujours című albumon.

## Számlista

### CD
1. The riddle (Club mix)  6:12
2. Your love (Elisir)  5:34
3. Passion  4:59
4. Coca e Avana (In FM)  4:01
5. Bla blabla (Dark mix)  5:53
6. Star (Unpopiulung)  7:04
7. Another way (Unpopiulung)  7:43
8. A.A.A.  6:14
9. Acid  6:54
10. One day  5:42
11. Movimento  4:53
12. The riddle (J&B original dubmix)  5:47
13. Bla bla bla (Abbentenza in FM)  3:45

### ("12)
A-oldal
1. The riddle (Club mix)  6:12
2. Acid  6:54

B-oldal
1. Movimento  4:53
2. Passion  4:59

C-oldal
1. Another way (Unpopiulung)  7:43

D-oldal
1. Coca e Avana (In FM)  4:01
2. Bla bla bla (Dark mix)  5:53

E-oldal
1. Star (Unpopiulung)  7:04
2. One day  5:42

F-oldal
1. A.A.A.  6:14

## Szerzők
01 & 12: Nick Kershaw - Ed. SIAE
02, 07: L. Di Agostino, P. Sandrini, C. Montagner & D. Leoni - Media Songs Srl./Warner Bros Music Italy Srl.
03 & 04: L. Di Agostino & P. Sandrini - Media Songs Srl./Warner Bros Music Italy Srl.
05, 09 & 13: L. Di Agostino - Media Songs Srl./Warner Bros Music Italy Srl.
06: L. Di Agostino, P. Sandrini & A. Remondini - Media Songs Srl./Warner Bros Music Italy Srl.
08: L. Di Agostino, M. Piperno & R. Ferri - Media Songs Srl./Warner Bros Music Italy Srl.
10: L. Di Agostino, M. Picotto & A. Remondini - Media Songs Srl./Warner Bros Music Italy Srl.
11: L. Di Agostino & A. Remondini - Media Songs Srl./Warner Bros Music Italy Srl.
12: remix: J&B

## Érdekességek
- A lemez először csak vinyl formájában jelent meg 1999-ben, a szerepe tulajdonképpen csak a L'Amour Toujours beharangozása volt. 2000-ben annak sikere folytán az EMI CD-n is megjelentette Franciaországban, és 3 számmal kiegészítette.
- A két lemez design-ja azonos koncepcióra épül, de a borítók különböznek. 2004-ben egy ismeretlen kiadó a Tanzen fotóival jelentette meg az Underconstruction 1-t.
- A lemezen Mauro Picotto és Mario Più is közreműködik. Az A.A.A. című szám egyes válogatásokon Bla bla bla (Mario Più remix) néven is szerepel.